# Іскрицькі
Іскрицькі — козацько-старшинський, згодом дворянський, рід на Чернігівщині, що походить з Правобережної України. Бере початок від козака Михайла, який був одружений з сестрою гетьмана Павла Тетері Євою. Його син Василь — полковник польсько-козацького війська, димерський стражник, ротмістр при Янові III Собеському (1690 року король вів за його посередництва переговори з Іваном Мазепою), польський резидент при І. Мазепі (1696). Василь та його брат Кирило були 1659 року нобілітовані польським королем як «заслужония козацкіе товарищи». Дочка Василя Уляна — дружина  Данила Апостола. Син Василя Григорій переселився на територію Сумського полку, був сотником, загинув у сутичці з загоном  К. Булавіна. Мав трьох синів — Василя — хорунжого Сумського полку, Івана — підпрапорного Сумського полку, Петра — бунчукового товариша (1721), суразького земського суддю (1768), предводителя дворянства Стародубського полку. 1732 року Д. Апостол подарував останньому кілька маєтностей у Мглинській сотні цього полку. Наприкінці життя Петро Григорович став великим землевласником — 1771 року залишив у спадок трьом синам 2500 селян. Його син Андрій Петрович — бунчуковий товариш, суразький повітовий суддя (1783), 13 грудня 1800 пожалуваний родинним гербом російського дворянства. Григорій Петрович — секунд-майор (1742), новгород-сіверський губернський предводитель дворянства (1783—88). Михайло Петрович — секунд-майор, депутат дворянських депутатських зборів Суразького повіту (1783). Серед Іскрицьких були не тільки військовослужбовці, чиновники, а й політичні діячі: Дем'ян Олександрович — декабрист, Михайло Андрійович — член 2-ї і 3-ї Державних дум від Чернігівської губернії.
Іскрицькі були пов'язані з такими родинами, як Тетері, Єсимонтовські, Миклашевські, Забіли, Апостоли. Володіли селами Дроков, Далисичи, Курчичі, Ветлівка, Косичі, Слище, Іскриця, Овчинець, Велюхани, Росль, Михайловка та ін. маєтностями (нині частково території Брянської області, РФ).
Герб Іскрицьких — на блакитному щиті срібна стріла, встромлена в землю, варіант — на жовто-блакитному щиті у нижній частині те саме зображення, а у верхній — герб Російської імперії вензелем імператора Павла I на грудях орла.
Іскрицькі числяться в 6-й частині Родовідної книги Чернігівської губернії як «древние, благородные дворянские роды». В Чернігівському історичному музеї зберігаються автографи Петра Григоровича Іскрицького.